# Samhan
Samhan (koreanisch 삼한 „Drei Han“) bezeichnet eine zeitliche Periode, in der die drei Han-Staatenbünde, Mahan (마한), Jinhan (Chinhan, 친한) und Byeonhan (Pyŏnhan, 변한) auf der Koreanischen Halbinsel südlich des Han-Flusses existierten.

## Etymologie
Samhan wird heute als Sammelbezeichnung für die drei oder für die zeitliche Periode ihrer Existenz verwendet, als auch für die späteren Drei Reiche Koreas. Der Name Han (韓) wurde erstmals als Ethnonym für die Bewohner der südlichen koreanischen Halbinsel in der Dongyi Liezhuan (Biographie der Östlichen Barbaren) des Hou Hanshu (Buch des Späteren Han) erwähnt und stellt eine Niederschreibung ihrer Selbstbezeichnung dar.
Die älteste Überlieferung der Gesellschaft der Samhan wird im Kapitel Dongyi des Wei Shu (Buch von Wei) des Sanguo Zhi (Chroniken der Drei Reiche) niedergelegt. Der Autor nannte keine Quelle, aus der er seine Informationen entnahm. Man geht aber davon aus, dass er umfassenden Zugriff auf die Staatsarchive hatte.
„Sam“ leitet sich aus dem Wort in der klassischen chinesischen Schreibschrift für „Drei“ her und „Han“ aus dem Wort der koreanischen Sprache für „groß“, „viele“ oder „eins“. Die früheste schriftliche Verwendung des Begriffs Samhan (三韓) ist in der Schrift Han Shu, verfasst 36–92 n. Chr., zu finden. Der Begriff wurde in der historischen Geschichtsschreibung auch als Allgemeinbezeichnung für Korea verwendet. „Han“ (韓) und das „Han“ (漢) der chinesischen Han-Dynastie stellen zwei unterschiedliche, nicht verwandte Begriffe dar die in lateinischen Transkriptionen Homonyme darstellen. Die altchinesische Aussprache von 漢 wird als /*n̥ˤar-s/ bzw. als /*hnaːns/ rekonstruiert. Die Aussprache des koreanischen Han bleibt gleichfalls Han.

## Beginn und Dauer der Samhan-Periode
Die Samhan-Periode, die auch Proto-Drei-Reiche-Periode genannt wird, ist unter Historikern von ihrer zeitlichen Einordnung her umstritten. Die Diskussion dreht sich um den Zeitraum der tatsächlichen Existenz dieser Koalition, beginnend zwischen dem 3. und 1. Jahrhundert v. Chr., und endend zwischen dem 1. und 3. Jahrhundert n. Chr. Je nach Interpretation steht die Einordnung im Konflikt mit den allgemein angenommenen Entstehungszeiträumen der Königreiche Baekje (백제), Silla (신라) und der Gaya-Konföderation (가야).
Die koreanische Darstellung des Samguk Sagi (삼국사기), das im 12. Jahrhundert verfasst wurde und die Zeit vom 1. Jahrhundert v. Chr. bis zum 10. Jahrhundert n. Chr. beschreibt, geht davon aus, dass die Samhan-Periode vom 1. Jahrhundert v. Chr. bis zum 1. Jahrhundert n. Chr. dauerte, und die Königreiche Baekje und Silla die Halbinsel bereits im 1. Jahrhundert v. Chr. dominierten, die Staatenbünde somit ablösten. Eine Sichtweise, die mit der allgemeinem Annahme bezüglich der Entstehung von Baekje 18 v. Chr. und Silla 57 v. Chr. und der zeitlichen Einordnung der Samhan-Periode zwischen 75 v. Chr. bis 100 n. Chr., noch heute in Korea zu finden ist.
Doch nach der chinesischen Schrift des Han Shu, abgeschlossen mit Ende des 1. Jahrhunderts n. Chr., und dem von Chen Shou erstellten Sanguo Zhi, gegen Ende des 3. Jahrhunderts n. Chr. verfasst, bestand das Samhan-Gebiet bis in die Mitte des 3. Jahrhunderts, wobei Baekje, Silla und die Gaya-Konföderation als Königreiche nicht erwähnt wurden. In der Han Shu wird Baekje als eines von 78 zusammenhängenden Gemeinwesen von Samhan bezeichnet, also als Teilgebiet. Und Mahan, als der größte Länderbund, stellte den König Chin, der über alle drei Einzel-Konföderationen regierte und seinen Sitz in Mokchi (목치), einem der Teilländer Mahans hatte. In der Schrift „Sanguo Zhi“ wird auch beschrieben, dass zum Ende der Regentschaft des Kaisers Han Lingdi (reg. 168–189), die Dreibund-Konföderation gestärkt war und sich dem Einfluss der chinesischen Lelang-Kommandantur widersetzte. So kann dies ebenfalls als Beleg gewertet werden, dass zumindest Mahan und Jinhan, die dem Einfluss der Lelang-Kommandantur ausgesetzt waren, zum Ende des 2. Jahrhunderts n. Chr. noch existierten. Chen Shous Werk wurde von dem Historiker Pei Songzhi im Jahr 429 n. Chr. kommentiert, aber inhaltlich nicht verändert (d. h. nachträglich ergänzt oder Fehler berichtigt).

## Gemeinsamkeiten der drei Staatenbünde
In allen drei Staatenbünden haben sich die Stämme zu kleinen Ländern organisiert und die Länder zu den jeweiligen Konföderationen zusammengeschlossen. Dort lebten sie in Siedlungen unterschiedlicher Größe, wobei die Stämme in Jinhan und Byeonhan ähnliche Wohnstätten und Gebräuche hatten. Außer in Byeonhan wurde in Mahan und Jinhan die gleiche Sprache gesprochen. Es wird angenommen, dass die Sprache ähnlich zu der heutigen koreanischen Sprache war. Eine andere Theorie besagt das eine Proto-Japanische Sprache im Süden Koreas gesprochen wurde, bevor die Vorfahren der heutigen Koreaner einwanderten und die proto-Japanische Bevölkerung assimilierten.

## Mahan
Mahan umfasste das Gebiet des westlichen Teils des heutigen Südkoreas, südlich des Han-Flusses. Die Konföderation bestand aus 54 kleinen Ländern, die in ihrer Größe bis zu 10.000 Haushalten variierten und Mahan insgesamt über 100.000 Haushalte verfügt haben soll. Die Einwohner galten als Eingeborene, die unterschiedlich als Han, Ye oder Maek bezeichnet (in anderen Quellen auch als Han-Ye-Maek bezeichnet), zwischen 2000 v. Chr. und dem 1. Jahrhundert v. Chr. von Westen kommend über China auf die Koreanische Halbinsel eingewandert waren.
Baekje war anfänglich eins von den Ländern im nördlichen Mahan. Es löste sich aus dem Staatenbund, wurde unabhängig und expandierte unter anderem auch auf Kosten der Mahan-Länder, bis Baekje schließlich 369 n. Chr. das restliche Territorium von Mahan vereinnahmte und den Bund damit zerstörte.

## Jinhan
Jihan befand sich östlich von Mahan und reichte im Norden ausgehend vom Han-Fluss, im Westen und Süden vom Nakdong-Fluss begrenzt, im Osten bis an die Meeresküste. Jihan hatte 12 Länder, in denen die Größe der Haushalte zwischen 600 und 5.000 lagen.

## Byeonhan
Byeonhan lag keilförmig zwischen Mahan Jinhan und wurde im Süden vom Meer begrenzt. die Zahl der verbündeten Länder lag hier ebenfalls bei 12 und die Haushaltsgrößen waren denen von Jinhan vergleichbar.